# ちくま新書
ちくま新書（ちくま しんしょ、CHIKUMA SHINSHO）は、筑摩書房が発行している新書シリーズ。1994年9月に創刊された。装丁は間村俊一。姉妹レーベルにちくまプリマー新書がある。印刷は、精興社と三松堂印刷による。第1号は今村仁司の『貨幣とは何だろうか』。
21世紀に入って、格差社会、高齢化社会、教育問題に対し問題提起を行う著作を、経済学・ルポルタージュ・社会科学・教育社会学の形などで、積極的に刊行している。2007年、業界初をうたった、他社（光文社発行の光文社新書）との新書合同フェアを催した。2009年9月、創刊15周年を記念して、新聞各紙に掲載された書評を収録した冊子「ちくま新書書評セレクション」が作成され、フェア開催書店の店頭で配布された。

## ベストセラー（重版多数）
- 『もてない男』（小谷野敦）[3]
- 『パラサイト・シングルの時代』（山田昌弘）
- 『女は男のどこを見ているか』（岩月謙司）[4]
- 『禅的生活』（玄侑宗久）[5]
- 『靖国問題』（高橋哲哉）[6]
- 『ウェブ進化論 本当の大変化はこれから始まる』（梅田望夫）[7]